# Tomáš Vokrouhlík
Tomáš Vokrouhlík (26 de abril de 1981) es un deportista checo que compitió en ciclismo de montaña en la disciplina de campo a través. Ganó una medalla de bronce en el Campeonato Europeo de Ciclismo de Montaña de 2002, en la prueba de relevo mixto.

## Palmarés internacional
| Campeonato Mundial | Campeonato Mundial | Campeonato Mundial | Campeonato Mundial         |
| Año                | Lugar              | Medalla            | Competición                |
| ------------------ | ------------------ | ------------------ | -------------------------- |
| 2002               | Zúrich (Suiza)     | Medalla de bronce  | Campo a través por relevos |